# Youssef Belhadj
Youssef Belhadj, alias Abu Dujanah (Touzine, Marruecos, 1976) es un yihadista marroquí, condenado por terrorismo. Se le consideraba uno de los tres presuntos autores intelectuales de los atentados del 11 de marzo de 2004 en Madrid, junto a Rabei Osman El Egipcio y Hassan El Haski. Fue condenado a 12 años de prisión en el juicio por los atentados de Madrid.
Fue detenido en Bélgica en febrero de 2005 y extraditado a España en abril siguiente, donde ingresó en prisión incondicional. Fue el portavoz de los terroristas en el vídeo que el 13 de marzo de 2004 –dos días después de los atentados y en la noche previa a las elecciones generales– dejaron en una papelera cercana a la mezquita madrileña de la M-30, tras previo aviso a Telemadrid.
Reconocido como el «portavoz militar de Al Qaeda en Europa», fue Belhadj quien alquiló el piso de Leganés tres días antes de los atentados, el 8 de marzo. Durante el juicio negó todas las acusaciones. Al igual que El Egipcio y que El Haski, Belhadj se enfrentaba a una petición de 38 952 años de cárcel, aunque finalmente fue condenado a 12 años de prisión por la Audiencia Nacional por pertenencia a una organización terrorista yihadista, sentencia que fue confirmada por el Tribunal Supremo de España el 17 de julio de 2008.